# Dlakavi krastavac
Dlakavi krastavac (sicijos, mlunić, lat. Sicyos), biljni rod jednogodišnjeg raslinja i penjačica iz porodice tikvovki (Cucurbitaceae).
U Hrvatskoj je od 61 priznate vrste poznat samo Sicyos angulatus, vernakularno mlunić ili dlakavi krastavac. Mlunić je naziv i za biljku Ecballium elaterium, vrstu koja pripada rodu poznatom i kao štrkalj, štrcalica, pipunić, vražji krastavac, divlji krastavac i mlunić, i također pripada u tikvovke.

## Vrste
1. Sicyos acariaeanthus Harms
2. Sicyos acerifolius Brandegee
3. Sicyos albus (H.St.John) I.Telford
4. Sicyos andreanus Cogn.
5. Sicyos angulatus L.
6. Sicyos anunu (H.St.John) I.Telford
7. Sicyos australis Endl.
8. Sicyos baderoa Hook. & Arn.
9. Sicyos barbatus (Gentry) C.Jeffrey
10. Sicyos bogotensis Cogn.
11. Sicyos bulbosus Rodr.-Arév., Lira & Dávila
12. Sicyos chaetocephalus Harms
13. Sicyos chiriquensis Hammel & D'Arcy
14. Sicyos collinus B.L.Rob. & Fernald
15. Sicyos cordifolius Rodr.-Arév., Lira & Dávila
16. Sicyos cucumerinus A.Gray
17. Sicyos davilae Rodr.-Arév. & Lira
18. Sicyos debilis Cogn.
19. Sicyos dieterleae Rodr.-Arév. & Lira
20. Sicyos edulis Jacq.
21. Sicyos erostratus H.St.John
22. Sicyos fusiformis Cogn.
23. Sicyos galeottii Cogn.
24. Sicyos glaber Wooton
25. Sicyos gracillimus Cogn.
26. Sicyos guatemalensis Standl. & Steyerm.
27. Sicyos herbstii (H.St.John) I.Telford
28. Sicyos hillebrandii H.St.John
29. Sicyos hispidus Hillebr.
30. Sicyos ignarus Mart.Crov.
31. Sicyos kunthii Cogn.
32. Sicyos kuntzei Cogn.
33. Sicyos laciniatus L.
34. Sicyos laevis A.Gray
35. Sicyos lanceoloideus (H.St.John) W.L.Wagner & D.R.Herbst
36. Sicyos lasiocephalus Skottsb.
37. Sicyos lirae Rodr.-Arév.
38. Sicyos longisepalus Cogn.
39. Sicyos longisetosus Cogn.
40. Sicyos macrocarpus Cogn.
41. Sicyos macrophyllus A.Gray
42. Sicyos malvifolius Griseb.
43. Sicyos martii Cogn.
44. Sicyos mawhai I.Telford & P.Sebastian
45. Sicyos maximowiczii Cogn.
46. Sicyos mcvaughii Rodr.-Arév., Lira & Calzada
47. Sicyos microphyllus Kunth
48. Sicyos montanus Poepp. & Endl.
49. Sicyos odonellii Mart.Crov.
50. Sicyos pachycarpus Hook. & Arn.
51. Sicyos palmatilobus Cogn.
52. Sicyos parviflorus Willd.
53. Sicyos peninsularis Brandegee
54. Sicyos polyacanthos Cogn.
55. Sicyos semitonsus H.St.John
56. Sicyos sertulifer Cogn.
57. Sicyos sinaloae Brandegee
58. Sicyos undara I.Telford & P.Sebastian
59. Sicyos urolobus Harms
60. Sicyos vargasii Standl. & F.A.Barkley
61. Sicyos villosus Hook.f.
62. Sicyos waimanaloensis H.St.John
63. Sicyos warmingii Cogn.
64. Sicyos weberbaueri Harms